# آندریا آنا
آندریا آنا (به انگلیسی: Andreea Ana؛ متولد ۱۴ نوامبر ۲۰۰۰) کشتی‌گیر آزادکار اهل رومانی است. وی سابقه حضور در المپیک ۲۰۲۰ توکیو و المپیک ۲۰۲۴ پاریس را دارد.